# Surheide (Bremerhaven)
Surheide (niederdeutsch Suurheid) ist ein Stadt- und Ortsteil im Stadtbezirk Süd der Stadtgemeinde Bremerhaven im deutschen Land Bremen.

## Geografie
Der Stadtteil Surheide liegt im Südosten der Stadt und grenzt im Westen an die Stadtteile Wulsdorf und Geestemünde, im Norden an den Stadtteil Schiffdorferdamm sowie im Osten und Süden an die niedersächsischen Gemeinden Schiffdorf und Loxstedt. Die Höhe 7,5 m ü. NHN wird an der Schule erreicht.
Der Düllhamm ist ein 4,3 Hektar großes Naturschutzgebiet im Landschaftsschutzgebiet Surheide-Süd/Ahnthammsmoor. Südlich grenzt es an die Bahnstrecke Bremerhaven–Buxtehude.

## Geschichte

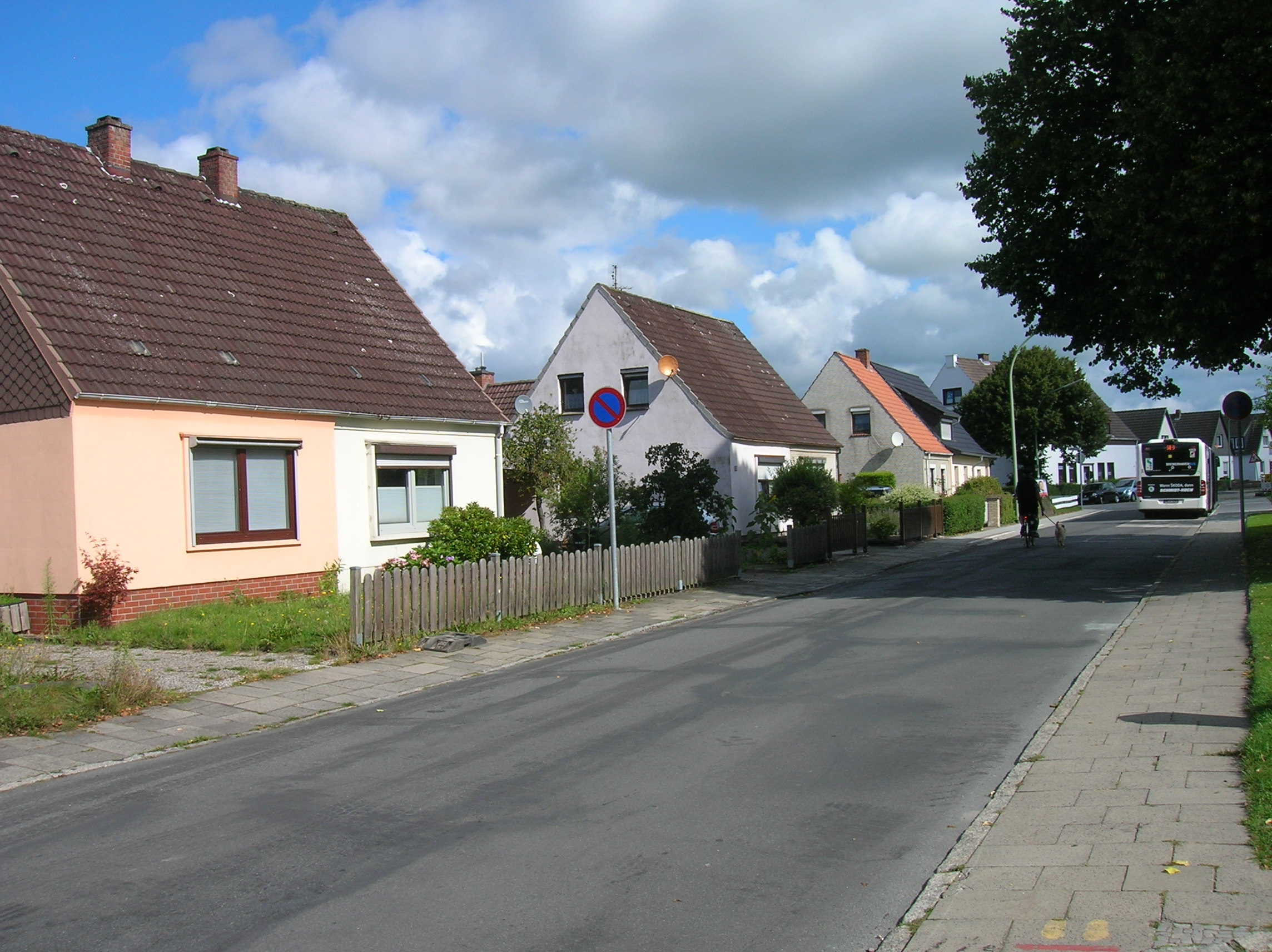
Siedlungshäuser

Am 19. Dezember 1937 wurde am Vieländer Weg der Grundstein für die ersten 175 Siedlungshäuser der nach dem NS-Gauleiter Otto Telschow benannten Otto-Telschow-Stadt gelegt. Die Grundstücke hatten Schiffdorfer Bauern der Niedersächsischen Heimstätte erst unter Androhung einer Enteignung verkauft. Die Siedler waren Werft- und Fischereihafenarbeiter sowie Seeleute, die als Siedlergemeinschaften gute Kontakte pflegten. Die Siedlung Surheide war Teil des Barackenräumprogramms. Die ersten Familien, die ein Haus bekamen, waren die kinderreichen Familien, die „auf der Bult“ wohnten. Sie wohnten hinter den Drahtseilwerken, wo jetzt Schule und Häuser stehen, – in selbstgezimmerten Häusern. Nur ein Feldweg führte in die Gegend. Ansonsten befanden sich dort nur Gärten und Wiesen – etwas weiter das Ausflugslokal „Imelspark“. Die 1938 angelegten Straßen wurden nach Flüssen in Bayern (Iller, Inn, Isar, Lech) benannt, 1939 nach Orten und Landschaften in Österreich und dem Sudetenland (Egerland, Salzburg, Tirol, Ostmark, Sudeten und Steiermark), was an den Anschluss Österreichs und die Zerschlagung der Rest-Tschechei erinnern sollte. Weitere Straßen wurden nach bekannten Nationalsozialisten benannt. Die Schule nahm 1940 den Unterricht auf.
1945 wurde der Name der Siedlung in Surheide geändert. Die nach Nationalsozialisten benannten Straßen wurden umbenannt: Donauplatz (früher Platz der Alten Garde), Illerstraße (Arthur Wiegels-Straße (Wiegels war ein SA-Mann aus der Elbmarsch)), Innstraße (Albert-Leo-Schlageter-Straße), Isarstraße (Dietrich-Eckart-Straße), Lechstraße (Wilhelm-Gustloff-Straße). Durch den Zweiten Weltkrieg war die Siedlung in ihrer Entwicklung steckengeblieben und fast vergessen worden. Bis 1948, zur Währungsreform, war Surheide auch in Mitteldeutschland bekannt; denn hier konnten Tran und Fisch gegen Zucker, Alkohol und wichtige Lebensgüter getauscht werden. Danach begann der sukzessive Ausbau. Die Bewohner, in Siedlergemeinschaften zweckmäßig organisiert, wurden für ihre vorbildliche Gemeinschaftsarbeit und ihre ansehnliche Siedlung im Land Bremen und auf Bundesebene mehrfach ausgezeichnet. Das Jugendrotkreuz erhielt von hier aus wichtige Impulse. Bernhard Lohmüller, erster Bundestagsabgeordneter Bremerhavens, bewohnte in Surheide ein Siedlungshaus. Die Blütezeit der Siedlung war in den 1950er- und 1960er-Jahren. 1957 wurde die Altmühl- und 1958 die Allgäuer Straße neu angelegt. Damals hatte Surheide „drei Schlachter, fünf Kaufläden, zwei Friseure, zwei Schuster, zwei Bäcker, Post, Sparkasse, Fischräucherei, Gemüse- und Kohlenhandel, Schlosser, Glaser, Zahnarzt, Gärtnerei“. Der TuSpo Surheide wurde 1952 gegründet, und am Dullmannsweg, heute Wulsbergen, entstand in den 1950er Jahren eine Sportanlage, die in den 1980er Jahren einen Rasenplatz erhielt. Die ev.-luth. Auferstehungskirche Surheide mit dem freistehenden Glockenturm und seinem sehr spitzen Helm entstand 1968.
1971 wurde Surheide durch eine Neueinteilung der Ortsteile in Bremerhaven zum Stadtteil.

### Name
Surheide ist der jüngste Ortsteil von Bremerhaven. Eine mögliche Deutung des Ortsnamens: Sur kommt von Süd. Der frühere Flurname bedeutet also südliche Heide. Eine andere Deutung besagt: Surheide komme aus dem Plattdeutschen und bedeute „saure Heide“, weil der Acker der Schiffdorfer Bauern saurer Boden gewesen sei.

### Einwohnerentwicklung
| Jahr | Einwohner | Quelle |
| ---- | --------- | ------ |
| 1978 | 3700      | [ 5 ]  |
| 2000 | 3156      | [ 7 ]  |
| 2005 | 3135      | [ 8 ]  |
| 2010 | 2971      | [ 9 ]  |
| 2015 | 2934      | [ 10 ] |
| 2018 | 2901      | [ 1 ]  |

|  |

## Politik
Alle Bürger – auch Initiativen, Gruppen, Vereine, Schulen, Kindergärten, die Kirchgemeinde und andere Einrichtungen – können in der öffentlichen Stadtteilkonferenz Surheide (STK) an der Gestaltung des Stadtteils mitwirken, und diese durch ihre Sprecher gegenüber dem Magistrat der Seestadt Bremerhaven und der Bremerhavener Stadtverordnetenversammlung vertreten. Die erste Stadtteilkonferenz fand am 14. April 1994 statt.

## Öffentliche Einrichtungen

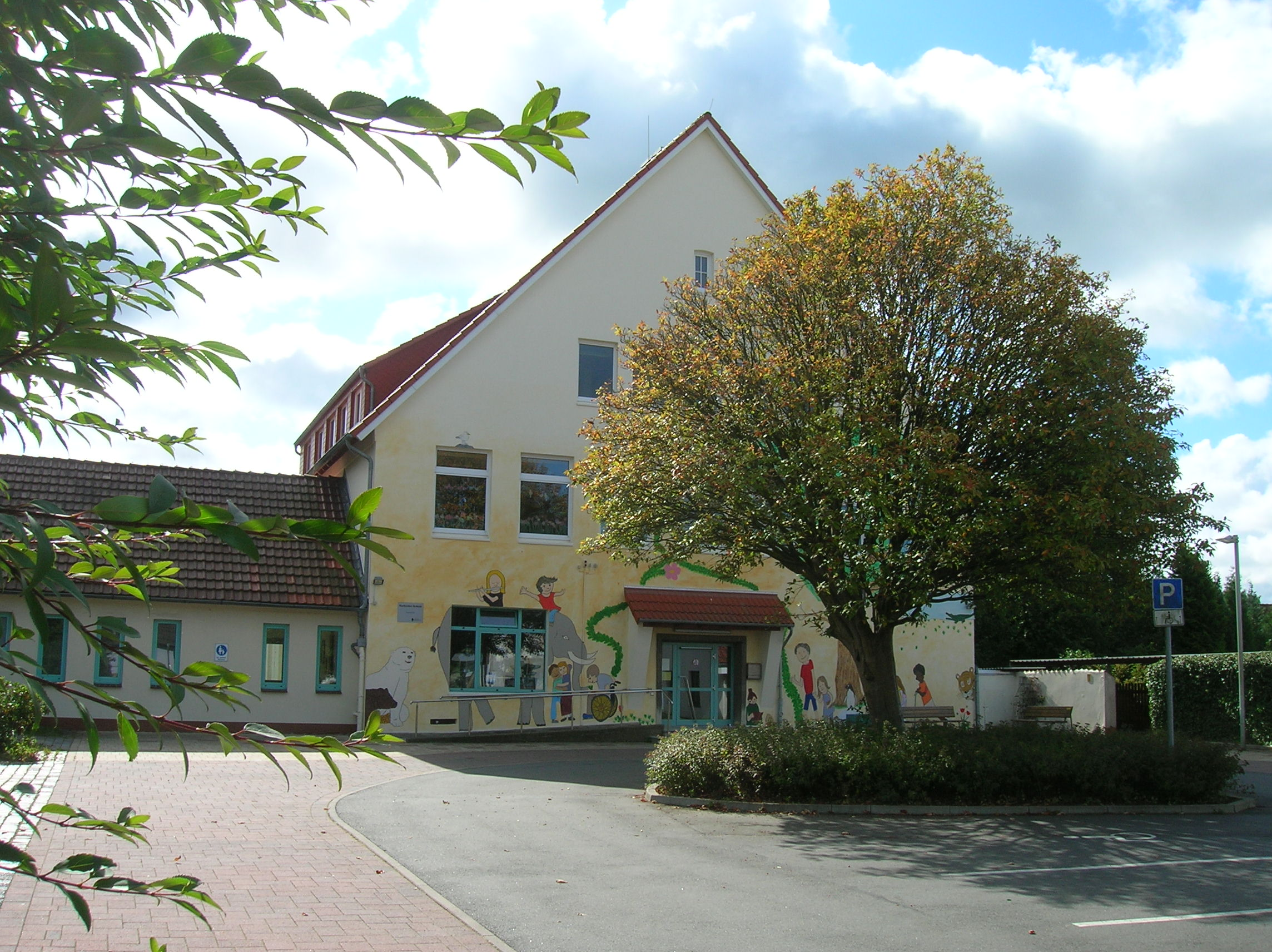
Surheider Schule

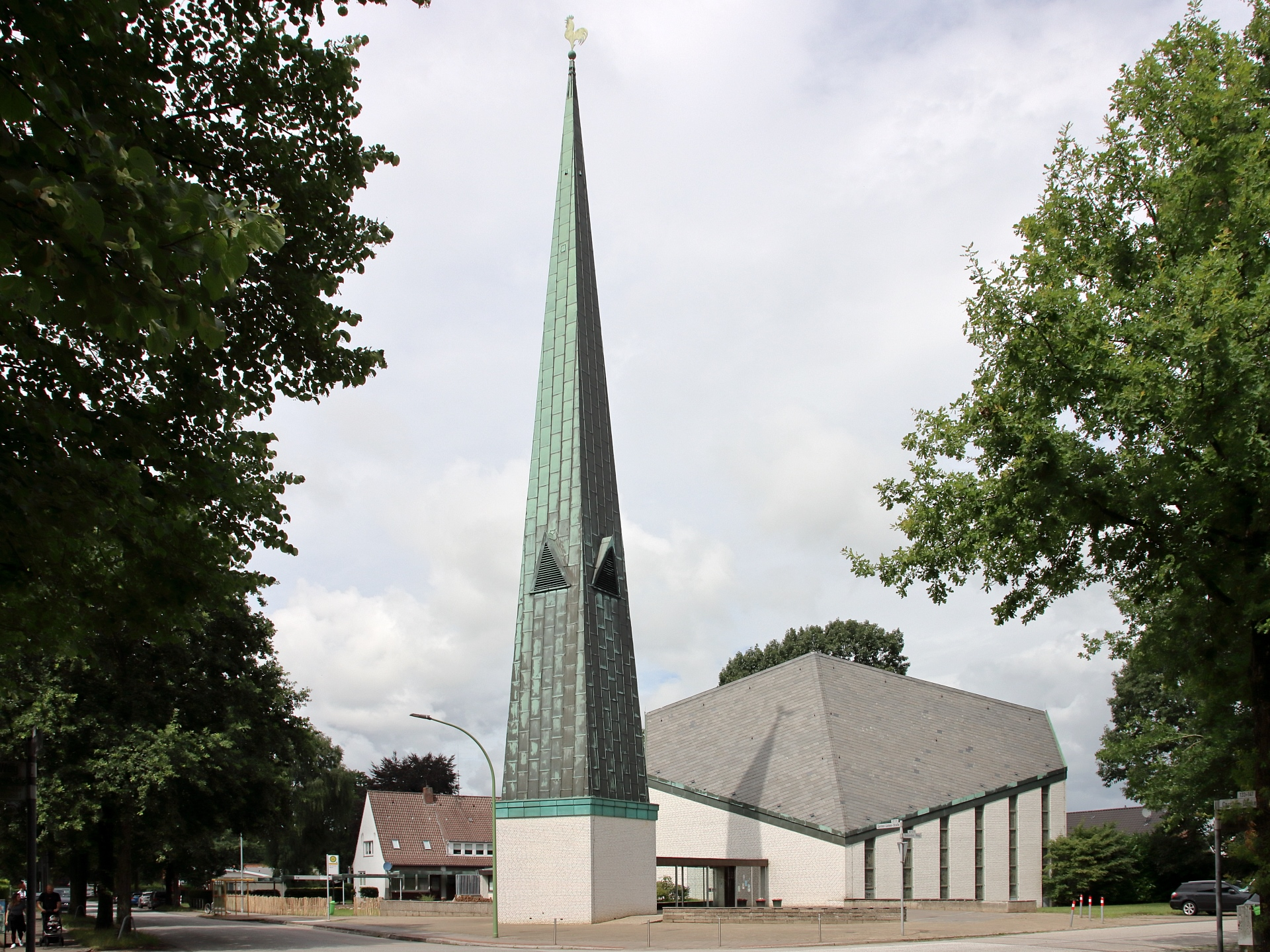
Auferstehungskirche in Surheide

- Surheider Grundschule, Isarstraße 58
- Freizeitheim Lücke, Carsten-Lücken-Straße 18
- Ev.-luth. Kindertagesstätte Surheide, Carsten-Lücken-Straße 125
- Evangelisch-lutherische Auferstehungskirche Surheide, Carsten-Lücken-Straße 127, gebaut 1968 von Karl Franzius und seinem Sohn Jan Niklas Franzius
- Turn- und Sportverein Surheide von 1952 (Tuspo)
- Sportanlage Wulsbergen 14

## Verkehr

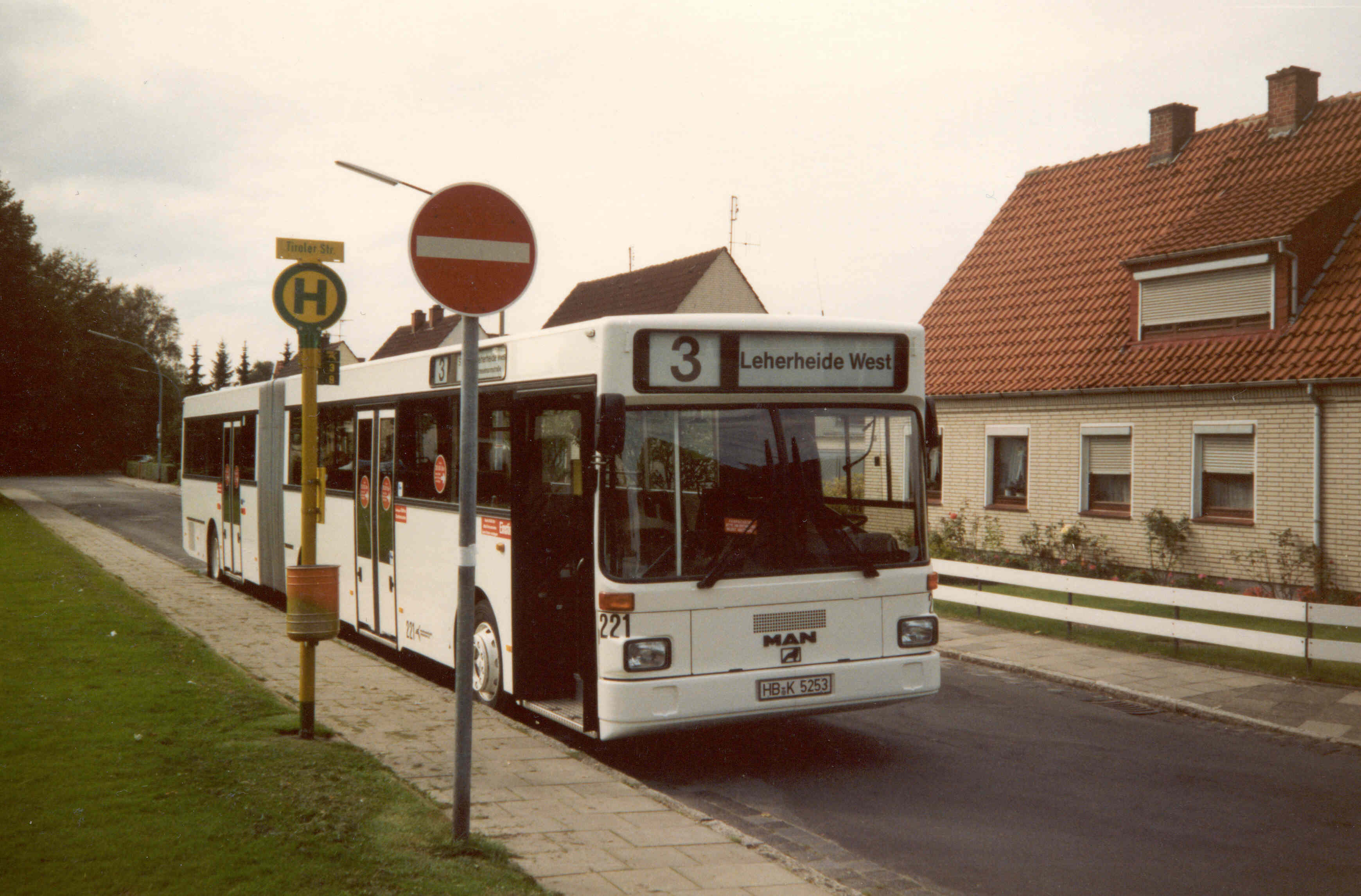
Endhaltestelle mit Gelenkbus (1990)

1951 verband die Verkehrsgesellschaft Bremerhaven (VGB) den Ort kurzzeitig mit einer Omnibuslinie. 1955 wurde eine ständige Omnibusverbindung, Linie H, nach Surheide eingerichtet.
Es verkehren die Linien 503, 509 und 517 der BremerhavenBus in Surheide. In den Wochenendnächten bindet die Ringlinie ML den Stadtteil u. a. an den Hauptbahnhof und die Stadtmitte an.
Der Stadtteil liegt an der Anschlussstelle Bremerhaven-Geestemünde der Bundesautobahn 27.
Surheide liegt östlich der A 27 und ist durch sie von den westlich gelegenen Stadtteilen getrennt. Der Karlsweg führt über die Autobahn und verbindet Surheide mit dem Ortsteil Grünhöfe in Geestemünde. Der Vieländer Weg führt ebenfalls über die A 27 durch den südlichen Zipfel Grünhöfes nach Wulsdorf.
Die Eisenbahnstrecke von Bremerhaven-Wulsdorf über Bremervörde nach Buchholz (Streckennummer 1300) führt ohne Haltepunkt südlich des bebauten Gebietes durch den Stadtteil.